# Hauptfriedhof Frankfurt (Oder)
Der Hauptfriedhof Frankfurt (Oder) ist mit etwa 20 ha der größte Friedhof von Frankfurt (Oder).

## Geschichte
Seit 1802 wurde ein im Westen der Stadt an der Fürstenwalder Straße gelegene Friedhof genutzt. Mit der Eröffnung des heutigen Hauptfriedhofs im Jahr 1879 wurde dieser zum „Alten Friedhof“ und ist heute der Kleistpark.
Die ursprüngliche Ausdehnung des Friedhofsgelände ist durch dessen alte Begrenzungsmauern erkennbar. Diese Feldsteinmauern sind entlang des Nord-, des West- und des Ostwegs erhalten. Ursprünglich bestand eine Friedhofskapelle an der Leipziger Straße. Diese wurde mit dem Bau des Krematoriums in den 1920er Jahren abgebrochen.
Später erfolgten Erweiterungen des Friedhofs, insbesondere 1904, 1920 und 1930, in südöstlicher Richtung unter Beibehaltung des noch vorhandenen Mauerabschnitts entlang des ehemaligen Ostwegs, der den heutigen Friedhof fast in der Mitte durchzieht.

## Anlage

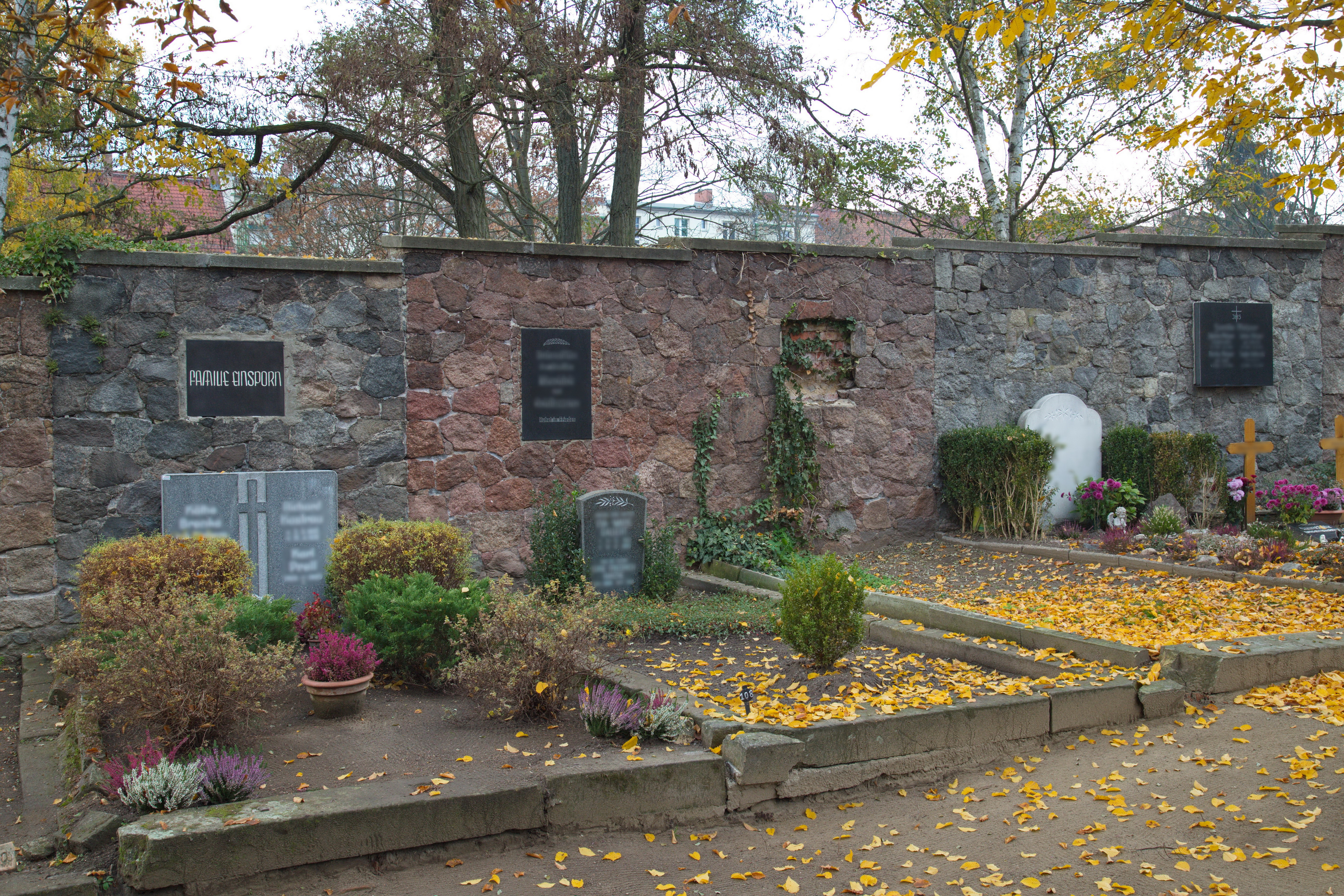
Mauer am Nordweg

Das Wegenetz des Friedhofs ist überwiegend regelmäßig geometrisch angelegt. Prägend wirken das stark bewegte Gelände und die zahlreichen Alleen und Baumreihen entlang der Wege mit einer großen Vielfalt der Baumarten, darunter mehrere Lindenalleen, eine Rotbuchen-, Douglasien-, Baumhasel- und Kastanienallee sowie einzelne wegbegleitende Baumreihen aus Ahorn, Robinien, Birken und Hainbuchen. Darüber hinaus finden sich markante Solitärbäume wie Roteiche, Pyramideneiche, Blutbuche und Hemlockstanne. Zur Ausstattung des Friedhofs gehören Brunnen und Schöpfbecken in unterschiedlichen geometrischen Formen.

### Grabstellen
Es sind nur wenige ältere Grabanlagen erhalten. Diese, einige davon mit schmiedeeisernen Einfriedungen, liegen überwiegend in der Nähe des Krematoriums.
Zu nennen ist die Grabstelle der Frankfurter Bildhauerfamilie Fürstenberg mit schönem Relief von 1926 und die Grabstelle des Menageriebesitzers Karl Krone, Begründer der gleichnamigen Zirkusdynastie.

### Denkmale
Daneben bestehen mehrere Soldatengräberfelder und Kriegsgräberstätten beider Weltkriege.
Auf der Zentralen Kriegsgräberstätte des Ersten und Zweiten Weltkrieges sind über 7600 Soldaten und Zivilinternierte beigesetzt. Hier endeten auch die Heimkehrertransporte der schwerkranken Kriegsgefangenen aus Sibirien, die man vorzeitig nach Deutschland entlassen hatte.

## Trauerhalle mit Krematorium
1929/30 wurde die neue Trauerhalle mit Krematorium nach Plänen von Stadtbaumeister Josef Gesing erbaut. Die große Halle fasst bis zu 250 Trauergäste. Daneben befinden sich im Gebäudekomplex das Krematorium, die Leichenhalle für Erdbestattungen sowie Verwaltungsräume.
Das Gebäude ist ein Klinkerverblendbau, bestehen aus mehreren gestaffelten Baukörpern unter sehr flachen Walmdächern. Der unterkellerter zweigeschossiger Hauptbau wirkt kubisch.
Die Trauerhalle mit Krematorium steht als ein Zeugnis des qualitätvollen städtischen Bauens unter Josef Gesing in den 1920er Jahren unter Denkmalschutz, da sie stilistisch interessant als gleichermaßen dem Expressionismus und der Neuen Sachlichkeit verpflichtet sei.